# Мелетий Смирнеос
Мелетий (на гръцки: Μελέτιος, Мелетиос) е гръцки духовник, митрополит на Вселенската патриаршия.

## Биогарфия
Роден е в Смирна, както сочи прякора му Смирнеос (Σμυρναίος), тоест Смирненец, като по произход вероятно е от Лесбос.
В 1932 година е ръкоположен за платамоски епископ. В 1834 година подава оставка, но в 1836 година е възстановен на платамонския престол.
В 1852 година е преместен в Сятища като глава на Сисанийска епархия, където остава до 1863 година. В Сятища Мелетий, който е познавач на църковната музика и античната философия, полага усилия за развитие на учебното дело - дарява библиотеката си на местното училище. Мелетий взима титлата екзарх на Македония (υπέρτιμος έξαρχος Μακεδονίας), която оттогава носят сисанийските митрополити. Обявява църквата „Свети Димитър“ за катедрална, след като гробището е преместено в „Дванадесетте Апостоли“.
В 1863 година заминава за заседание на Светия синод в Цариград. На 25 март 1863 година е избран за клирически член на Големия патриаршески съвет и на 19 април тръгва към столицата. Умира на 16 май 1864 година.